# NKKスイッチズ
NKKスイッチズ株式会社（英名: NKK SWITCHES CO., LTD.）は、産業機器用の操作スイッチ専業の製造会社。特にトグルスイッチで世界的に高いシェアを持つ。1995年のエレクトロニック・バイヤーズ・ニュース（EBN誌）にて、スイッチ部門で世界のトップ5に選ばれている。国内では神奈川県横浜市に主要製造拠点を持ち、海外では2005年に中国の広東省東莞市清渓鎮に自社工場を建設し、生産を拡大している。海外の販売会社としては、中国、北米に子会社を持ち、近年特に北米市場でのシェアアップに注力している。
社名にある「NKK」は前身の「日本開閉器工業」（Nippon Kaiheiki Kogyou）の頭文字にちなむものであり、JFEホールディングスの前身の一つである日本鋼管（NKK）とは関連がない。

## 営業品目

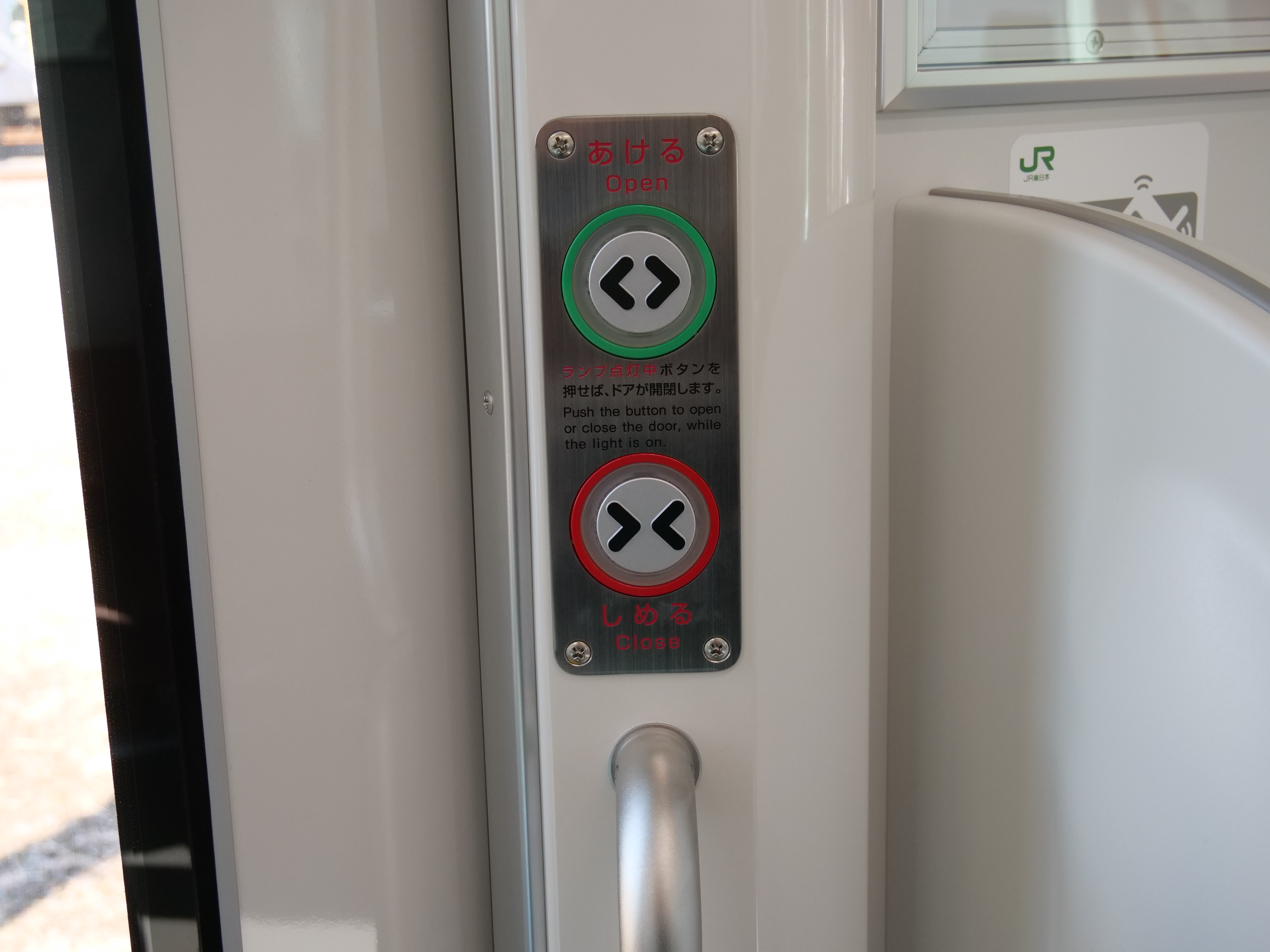
JR東日本E131系600番台のNKKスイッチズ製ドアスイッチ

- トグルスイッチ
- ロッカスイッチ
- 押ボタンスイッチ
- 照光式押ボタンスイッチ
- 多機能押ボタンスイッチ
- キーロックスイッチ
- ロータリスイッチ
- スライドスイッチ
- タクティルスイッチ
- 傾斜スイッチ
- タッチパネル/シートキーボードスイッチ
- 表示灯
- リレー
- 付属品

## 沿革
- 1951年 - 大田区山王に大橋研究所を創業
- 1953年 - 日本開閉器工業株式会社創立
- 1962年 - 神奈川県川崎市に玉川工場新設
- 1972年 - 福島県いわき市に製造子会社「岩崎マニファクス（株）」設立
- 1973年 - 神奈川県横浜市に製造子会社「横浜パイオニクス（株）」設立
- 1981年 - アメリカ・アリゾナ州に販売子会社「 NKK SWITCHES OF AMERICA,Inc．」設立
- 1982年 - 大阪営業所・名古屋営業所開設
- 1985年 - NICEシステム（新生産管理システム）稼動
- 1988年 - 株式公開（東京店頭市場に登録）
- 1991年 - 玉川工場に新社屋・テクノコア建設
- 1992年 - ISO9001（国際品質システム規格）認定取得
- 1995年 - スイッチ部門：世界トップ5に選ばれる エレクトロニック・バイヤーズ・ニュース（EBN誌）
- 1998年 - ISO14001/UKAS（英国認証機関）認定取得
- 1999年 - NEW NICEシステム稼動
- 2000年 - 福岡出張所開設
- 2001年 - 香港に販売子会社「日開香港有限公司」(NKK SWITCHES HONG KONG CO., LTD.)設立
- 2002年 - eオーダー(照光式押ボタンスイッチセット販売・キット販売)開始」
- 2003年 - nikkai direct shopping開店(インターネット販売を開始)
- 2004年 - DXF Providing Service開始
- 2004年 - 「日開香港有限公司」上海販売連絡事務所を開設
- 2005年 - 中国・広東に自社工場完成、本格的な海外生産を開始
- 2009年 - ブランドマークをリニューアル
- 2012年 - 上海にてNKK SWITCHES CHINA CO., LTD.営業開始
- 2014年 - NKKスイッチズ株式会社に社名変更
- 2015年 - 生産子会社　NKK Switches Mactan, Inc.を、日本・中国に続く第三の生産拠点としてフィリピン共和国セブ州に設立
- 2017年 - 有機ELディスプレイフルスクリーンカラーIS 全国発明表彰　日本商工会議所頭賞受賞
- 2017年 - 有機ELディスプレイフルスクリーンカラーIS 機械振興協会　第15回新機械振興賞機械振興会会長賞受賞

## グループ企業
- 日本国内
  - NKKスイッチズ パイオニクス株式会社（神奈川県横浜市）
- 日本国外
  - NKK SWITCHES OF AMERICA, INC.
  - NKK SWITCHES HONG KONG CO., LTD.
  - NKK SWITCHES CHINA CO., LTD.
  - NKK Switches Mactan, Inc.